# Blepharhymenus occiduus
Blepharhymenus occiduus är en skalbaggsart som först beskrevs av Thomas Casey 1911.  Blepharhymenus occiduus ingår i släktet Blepharhymenus och familjen kortvingar. Inga underarter finns listade i Catalogue of Life.